# Matthias Stammann
Matthias Stammann (* 8. Mai 1968 in Schwerin) ist ein ehemaliger deutscher Fußballspieler. In seiner Laufbahn bestritt er, unter anderem für Bayer 04 Leverkusen und den VfL Wolfsburg, 83 Bundesligaspiele und 62 Zweitligapartien.

## Sportliche Laufbahn
Stammanns Karriere im begann 1974 bei der SG Dynamo Schwerin. Zwischen 1980 und 1984 wurde er im Nachwuchsbereich des Serienmeisters Berliner FC Dynamo ausgebildet. 1984 wurde er zurück zum Schweriner Namensvetter delegiert, bei dem er noch als Juniorenspieler in der Saison 1985/86 in der zweitklassigen Liga im Männerbereich als Stammspieler mit 29 Startelfeinsätzen debütierte.
Mit dem im Wendezeitraum als PSV Schwerin firmierendem Team seiner Heimatstadt erreichte er gemeinsam mit den späteren Bundesligaspielern Andreas Reinke und Steffen Baumgart das Finale des FDGB-Pokals, in dem sie dem frisch gebackenen Meister Dynamo Dresden mit 1:2 unterlagen.
Er wechselte im Sommer 1990 zu Bayer 04 Leverkusen. Sein Debüt in der Bundesliga erfolgte am 21. Spieltag für Leverkusen gegen die SG Wattenscheid 09 und spülte ihn sofort in die Stammelf der Rheinländer. Insgesamt absolvierte er 41 Partien im Trikot der Werkself. Da er in Leverkusen in der Saison 1993/94 aber nur einmal auflaufen konnte, wurde er für ein halbes Jahr in die 2. Bundesliga zum SC Fortuna Köln ausgeliehen. Hier absolvierte er fünfzehn Spiele. Nach einem halben Jahr in der Domstadt wechselte er zur Saison 1994/95 zu Dynamo Dresden. Hier spielte er fünfzehn Partien in der Bundesliga, wobei er ohne Torerfolg blieb.
Im Sommer 1995 folgte der Wechsel vom Bundesligaabsteiger aus Sachsen zum VfL Wolfsburg. In zwei Jahren wurde er in 47 Partien in der 2. Bundesliga aufgeboten und stieg mit den Niedersachsen im Frühjahr 1997 ins deutsche Oberhaus auf. Von 1997 bis 2000, als sein Vertrag ein Jahr vor seinem eigentlichen Ende aufgelöst wurde, gehörte er zum Wolfsburger Erstligakader und spielte dabei in der Eliteklasse in 27 Begegnungen für den VfL. Seine letzte Partie absolvierte er am 19. Februar 1999 im Spiel gegen Hansa Rostock. Er wurde hier in der 43. Spielminute ausgewechselt und schaffte später nicht mehr den Anschluss aufgrund der Vielzahl von Verletzungen, die zuletzt seine Karriere begleitet hatten.

## Trainerlaufbahn
Nach dem Ende seiner Profikarriere wurde er Jugendtrainer beim VfL Wolfsburg. Seit 2017 ist Stammann als Koordinator der Talentförderung bei den Wölfen tätig.

## Erfolge
- FDGB-Pokal-Finalist 1990 mit PSV Schwerin
- DFB-Pokal-Sieger 1993 mit Bayer 04 Leverkusen